# ديفيد ويليام (اقتصادي)
ديفيد ويليام (بالإنجليزية: David Hale)‏ هو اقتصادي أمريكي، ولد في 22 نوفمبر 1951 في فيرمونت في الولايات المتحدة، وتوفي في 19 أكتوبر 2015.